# Шиндель, Роберт
Роберт Шиндель (нем. Robert Schindel; род. 4 апреля 1944, Бад-Халль) — австрийский писатель и поэт.

## Биография
Родился в семье евреев-коммунистов; отец погиб в концлагере Дахау, мать пережила заключение в Освенциме. По окончании гимназии работал в области книжной торговли, был близок к маоистским студенческим группам. В 1970 г. опубликовал первый роман, «Кассандра». Работал библиотекарем, редактором ночных новостей для агентства Франс Пресс, вёл групповые тренинги для безработных. С 1986 г. занимается исключительно литературным трудом.

## Творчество
Основной темой произведений Шинделя остаётся Холокост. Наиболее известен его роман «Уроженец» (нем. «Gebürtig», 1992), по которому в 2003 Шиндель вместе с Лукасом Штепаником поставил одноимённый фильм с Даниэлем Ольбрыхским; этот фильм Шиндель лично представлял во время показов в Москве и Санкт-Петербурге.

## Признание
Шиндель удостоен ряда австрийских литературных премий, в том числе Премии Эриха Фрида (1993), премии Мёрике (2000), премии г.Вена (2003). Он является действительным членом Свободной академии искусств в Гамбурге.

## Публикации
- Ohneland. Gedichte vom Holz der Paradeiserbäume. 1979—1984. Suhrkamp, Frankfurt am Main 1986.
- Geier sind pünktliche Tiere. Gedichte. Suhrkamp, Frankfurt am Main 1987
- Im Herzen die Krätze. Gedichte. Suhrkamp, Frankfurt am Main 1988
- Ein Feuerchen im Hintennach. Gedichte 1986—1991. Suhrkamp, Frankfurt am Main 1992
- Gebürtig (Roman)|Gebürtig. Roman. Suhrkamp, Frankfurt am Main 1992
- Die Nacht der Harlekine. Erzählungen, Suhrkamp, Frankfurt am Main 1994
- Gott schütz uns vor den guten Menschen. Jüdisches Gedächtnis — Auskunftsbüro der Angst. Suhrkamp, Frankfurt am Main 1995
- Immernie. Gedichte vom Moos der Neunzigerhöhlen. Suhrkamp, Frankfurt am Main 2000
- Nervös der Meridian. Gedichte. Suhrkamp, Frankfurt am Main 2003
- Zwischen dir und mir wächst tief das Paradies. Liebesgedichte. Vorwort von André Heller; Illustrationen von Christof Subik. Insel Verlag, Frankfurt am Main und Leipzig 2003 (Insel-Bücherei 1227), ISBN 3-458-19247-6
- Fremd bei mir selbst. Gedichte. Nachwort von Marcel Reich-Ranicki. Suhrkamp, Frankfurt am Main 2004
- Kassandra. Roman, Vorwort von Robert Menasse. Haymon, Innsbruck 1979/2004. ISBN 978-3-85218-446-3.
- Wundwurzel. Gedichte. Suhrkamp, Frankfurt am Main 2005
- Der Krieg der Wörter gegen die Kehlkopfschreie, Capriccios. Haymon, 2008, ISBN 978-3-85218-573-6.
- Mein mausklickendes Saeculum. Gedichte. Suhrkamp, Frankfurt am Main 2008. ISBN 978-3-518-42024-9
- Dunkelstein. Eine Realfarce. Haymon, Innsbruck 2010
- Man ist viel zu früh jung. Essays und Reden. Jüdischer Verlag im Suhrkamp Verlag 2011

## Публикации на русском языке
- Стихи Роберта Шинделя в переводе Татьяны Вайзер // Textonly, № 17 (2006).